# Carolina Lizarazo
Carolina Lizarazo (Quito, 8 de octubre de 1977) es una actriz de cine y televisión colombiana conocida por haber actuado en varias series de televisión colombianas a partir de 1992.

## Biografía

### Inicios
Carolina nació en la capital de Ecuador, Quito. Cuando era todavía una adolescente de 13 años se mudó a Colombia junto a su familia por cuestiones laborales de su padre,quien es nacional de ese país. Es la menor de dos hermanos  
Ingresó a la universidad para cursar Ingeniería de Sistemas pero debió abandonarla en el segundo semestre al quedar embarazada.

### Vida personal
A sus 17 en la ciudad de Bogotá encuentra su primer amor, quien sería Alfonso Peña y a esa misma edad queda encinta de Laura. Después de un par de meses de haber nacido su hija, termina la relación con Alfonso.

## Carrera
Tras el nacimiento de su bebé, Lizarazo decidió probar suerte en la actuación, logrando un papel en la serie de televisión juvenil Oki Doki, compartiendo elenco con otras jóvenes promesas de la televisión colombiana como Verónica Orozco, Jorge Arturo Pérez y Cecilia Navia. En 1995 integró el reparto de la longeva serie de televisión Padres e Hijos interpretando Laura, papel que realizó hasta 1998. Ese mismo año se le pudo ver en la telenovela Yo amo a Paquita Gallego en el papel de Bettina Lucetti.
Iniciando el nuevo milenio interpretó a Rosita en la telenovela Alejo, la búsqueda del amor, producción que representó su primer papel protagónico en el país cafetero. Un año después integró el elenco de Juan Joyita y Pedro el escamoso, ambas producciones de televisión. Un año después interpretó el papel de Xiomara Corrales en Milagros de amor, compartiendo reparto con Maritza Rodríguez, Gregorio Pernía, Edmundo Troya y Patricia Polanco. 
En 2003 tuvo su primer papel protagónico en cine en la película de Luis Alberto Restrepo La primera noche, un drama basado en la realidad de los ciudadanos desplazados por la violencia en Colombia donde compartió el papel como protagonista con John Álex Toro. Un año más tarde apareció en la telenovela de RTI Televisión Te voy a enseñar a querer. 
En 2006 hizo parte del elenco internacional de la telenovela estadounidense Tierra de pasiones. Retornó al cine colombiano con un papel en la cinta La boda del gringo y cerró la década de 2000 apareciendo en la película de Carlos Gaviria Retratos en un mar de mentiras.

## Trayectoria

### Cine y televisión
- 2010 - Retratos en un mar de mentiras
- 2008 - El Cartel de los Sapos (TV)
- 2007 - Decisiones (TV)
- 2007 - The Janitor (cine)
- 2006 - La boda del gringo
- 2006 - Tierra de pasiones (TV)
- 2005 - Decisiones (TV)
- 2005 - La voz de las alas (cine)
- 2005 - Ciudad perdida (cine)
- 2004 - Te Voy a Enseñar a Querer (TV)
- 2003 - La primera noche (cine)
- 2003 - Historias de hombres solo para mujeres (TV)
- 2003 - Cementerio de cartas (cine)
- 2002 - Milagros de amor (TV)
- 2002 - Severo Barón (cine)
- 2002 - La catedral (cine)
- 2002 - El esmeraldero (cine)
- 2001 - Pedro el escamoso (TV)
- 2001 - Juan Joyita (TV)
- 2000 - Alejo, la búsqueda del amor (TV)
- 1997 - Yo amo a Paquita Gallego (TV)
- 1998 - La madre (TV)
- 1996 - O todos en la cama (TV)
- 1995 - Padres e hijos (TV)
- 1992 - Oki Doki (TV)